# Jalalpur
Jalalpur è una suddivisione dell'India, classificata come municipal board, di 29.634 abitanti, situata nel distretto di Ambedkar Nagar, nello stato federato dell'Uttar Pradesh. 